# Abraxas exquisita
Abraxas exquisita là một loài bướm đêm trong họ Geometridae.